# Walter Davis, Jr.
Walter Davis, Jr. (2. září 1932 Richmond – 2. června 1990 New York) byl americký jazzový klavírista. Během padesátých let spolupracoval například s Theloniem Monkem, Charlie Parkerem a v roce 1958 hrál s Donaldem Byrdem. V šedesátých letech se hudbě přestal věnovat, ale v následující dekádě se opět vrátil. Zemřel na komplikace s játry a ledvinami ve svých sedmapadesáti letech.